# Silk (banda)
Silk é uma banda originada na cidade de Atlanta, Geórgia formada no ano de 1989.

## Discografia

### Álbuns de estúdio
- 1992 - Lose Control
- 1995 - Silk
- 1999 - Tonight
- 2001 - Love Session
- 2003 - Silktime
- 2004 - The Best of Silk
- 2006 - Always & Forever
- 2012 - The Reunion

### Singles
- 1992: "Happy Days"
- 1993: "Freak Me"
- 1993: "Lose Control/Girl U For Me"
- 1993: "It Had to Be You"
- 1993: "Baby It's You"
- 1994: "I Can Go Deep"
- 1994: "Cry On"
- 1995: "Hooked On You"
- 1996: "Don't Rush"
- 1999: "If You"
- 1999: "Meeting In My Bedroom"
- 2000: "Let's Make Love"
- 2000: "Tonight"
- 2001: "More"
- 2001: "We're Callin' You"
- 2004: "Side Show"
- 2006: "Secret Garden (Seduction Suite)"